# José Maria Álvares Cabral
José Maria Álvares Cabral (Ponta Delgada, 11 de novembro de 1911 — Ponta Delgada, 4 de fevereiro de 1988) foi um engenheiro agrónomo, formado na Universidade de Louvain, que se destacou no campo da ornitologia. Funcionário do Museu Carlos Machado, organizou as colecções de aves e deu importante colaboração a ornitólogos visitantes.

## Biografia
José Maria Álvares Cabral nasceu na freguesia de São Sebastião, da cidade de Ponta Delgada, ilha de São Miguel, no seio de uma família abastada. Iniciou em Ponta Delgada os estudos secundários no ano lectivo de 1921/1922, como aluno do ensino doméstico. No ano lectivo de 1928/1929, frequentou estabelecimentos de ensino na cidade de Lausanne, na Suíça, que despertaram nele o gosto pelo estudo.
Em Julho de 1929 prestou provas de admissão ao 5.º ano dos liceus no Liceu Central de Ponta Delgada, ingressando naquele estacionamento de ensino em outubro do mesmo ano. Em julho de 1930 foi aprovado no exame do curso geral dos liceus, com 17 valores, matriculando-se nesse mesmo ano no curso complementar de ciências naquele Liceu, que terminou em julho de 1932 com a classificação de 16 valores.
Terminado o curso liceal, matriculou-se no curso de Matemática da Universidade de Coimbra, mas desistiu no final do 1.º ano, regressando de seguida à ilha de São Miguel. Casou em Ponta Delgada, agosto de 1933, com Maria Clotilde Pavão, colega no curso complementar do liceu, e que foi, ao longo da vida, a sua grande colaboradora, em todas as actividades que empreendeu.
No ano lectivo de 1933/1934 matriculou-se no cursos de Agronomia do Instituto Superior de Agronomia, em Lisboa, mas desistiu no final do 1.º ano, transferindo-se em 1935 transitou para a Universidade de Lovaina, na Bélgica. Naquela Universidade matriculou-se nos cursos de Agronomia e de Filosofia, obtendo o bacharelato em Filosofia em 1937 e frequentando o curso de Agronomia até 1939, data em que foi forçado a regressar aos Açores por ter eclodido a Segunda Guerra Mundial. Terminada a Guerra, regressou a Lovaina, onde completou o curso de engenharia agronómica em 1951.
Com meio próprios que lhe permitiam independência económica, dedicou-se ao estudo das ciências e, com sua mulher, ao inventário do arquivo da Casa do Colégio, pertencente a sua família. Apercebendo-se do interesse que aquele arquivo tinha para a história da ilha, depositou-o na Universidade dos Açores.
Para além de funções docentes leccionando Filosofia na Escola Industrial e Comercial de Ponta Delgada, assumiu a direcção da secção de Ciências Naturais do Museu Carlos Machado, a que dedicou muito trabalho, particularmente na catalogação e organização das colecções de zoologia e botânica. Em 1959 organizou a lista das aves presentes nas colecções do Museu Carlos Machado. Como conservador das colecções biológicas do Museu entre 1961 e 1974 deu um portante contributo para a sua catalogação e conservação.
Foi um grande entusiasta da ornitologia, introduzindo a actividade de bird watching nos Açores, e deixado valiosos registos da observação de aves, em particular na região do Maciço das Sete Cidades.
A partir do Museu Carlos Machado, providenciou importante colaboração quando da visita aos Açores de David Armitage Bannerman e contribuiu, tal como José Agostinho, para a obra publicada (em conjunto com a esposa Winifred Bannerman) com a descrição da ilha de São Miguel.